# 小鯛王
小鯛王（おだいのおおきみ、生没年不詳）は、奈良時代中期の歌人。置始工・置始多久美（おきそめのたくみ）とも呼ばれる。

## 記録
生没年・出自・経歴など不詳。
『万葉集』巻16の「夕立の雨うち降れば春日野の尾花が末の白露思ほゆ」（万葉集16-3819）「夕づく日さすや川辺に作る屋の形をよろしみ諾（うべ）よそりけり」（同16-3820）の2首の歌の左注に「小鯛王は更の名を置始多久美といふ、この人なり（小鯛王者更名置始多久美、斯人也）。」と記述されており、『藤氏家伝』武智麻呂伝に神亀年間の風流侍従の1人として名前が見える置始工（おきそめのたくみ）と同一人物と見られる。
左注には、「小鯛王、宴居の日に、琴を取れば登時（すなはち）必ず先づ、この歌を吟詠す」ともあり、3820番の「うべよそりけり（つい足が向く）」という歌の意味と付合していない。これは作者の名が工匠を意味する「タクミ」であることと、この2首の内容が関係があるのではないかと考えられる。